# エフエム角田山コミュニティ放送
エフエム角田山コミュニティ放送株式会社（エフエムかくたやまコミュニティほうそう）は、新潟県新潟市西蒲区（旧西蒲原郡巻町、西川町、岩室村）の一部地域を放送区域として超短波放送（FM放送）を営む特定地上基幹放送事業者である。ぽかぽかラジオの愛称でコミュニティ放送を行っている。

## 概要
県内9局目の地域FM放送として2001年（平成13年）6月放送開始。
サービスエリアは西蒲区の巻、西川、岩室地区(一部地域を除く）。
自社制作番組を24時間放送する。一部番組はポッドキャスト配信がされている。
沿革
- 2000年（平成12年）
  - 12月12日　エフエム角田山コミュニティ放送株式会社設立
- 2001年（平成13年）
  - 5月28日　放送局（現特定地上基幹放送局）の予備免許取得
  - 6月12日　放送局の免許取得
  - 6月14日　開局

## 放送番組
※時間はすべてJST。
- らぶらぶウィークデー（月曜日 - 金曜日 11:30 - 13:00）
- フレッシュ!夕焼けカフェ（月曜日 - 金曜日 17:00 - 19:00）
- mama smile（月曜日 13:30 - 14:00）
- 越ひかり　演歌のあぜ道（火曜日 13:30 - 14:00・再放送　日曜日　12:00 - 12:30）
- サポーター制作番組 どすこ～い大相撲（奇数月）（金曜日 13:30 - 14:00・再放送　金曜日　20:00 - 20:30）
- ラジオ de がっとらね！まき（土曜日・日曜日　10:00 - 11:00、17:00 - 18:00）＜提供：巻地区まちづくり協議会＞